# Dicroísmo circular
Dicroísmo circular (CD, do inglês circular dichroism) é uma forma de espectroscopia que faz uso da absorção diferenciada da luz polarizada no sentido horário ou no sentido anti-horário. Este fenômeno é rotineiramente utilizado no estudo da estrutura secundária de proteínas.

## O fenômeno

Polarização linear.

A luz linearmente polarizada é composta de duas componentes circularmente polarizadas de mesma intensidade. Em cada uma dessas componentes, o vetor eletromagnético roda na direção de propagação. Observando-se o perpendicularmente a variação no vetor elétrico com o tempo, percebe-se que a ponta deste vetor segue uma hélice, rodando no sentido horário para a luz polarizada circularmente para a direita e anti-horário para a esquerda.
A absorção de luz não polarizada é descrita pela absorbância, {\displaystyle A}, definida como
{\displaystyle A=\log {\frac {I_{0}}{I}}}
onde {\displaystyle I_{0}} é a intensidade da luz incidente e {\displaystyle I} a intensidade após a luz percorrer uma distancia {\displaystyle l} no meio. Segundo a Lei de Beer-Lambert, temos a seguinte relação:
{\displaystyle A=\epsilon cl}
onde {\displaystyle c} é a concentração da espécie que absorve a luz e {\displaystyle \epsilon } é o coeficiente de extinção molar.
Da mesma forma podemos definir um coeficiente de extinção molar para a luz circularmente polarizada para a direita e para a esquerda, respectivamente, {\displaystyle \epsilon _{r}} e {\displaystyle {\epsilon }_{l}}. O dicroísmo circular molar, {\displaystyle {\Delta }{\epsilon }},
{\displaystyle {\Delta }{\epsilon }={\epsilon }_{l}-{\epsilon }_{r}={\frac {A_{l}-A_{l}}{cl}}}
é definido como a diferença entre os coeficientes de extinção entre os dois tipos de luz polarizada (o coeficiente de extinção molar para a luz não-polarizada é simplesmente a média aritmética entre {\displaystyle {\epsilon }_{l}} e {\displaystyle {\epsilon }_{r}}.
Todos os instrumentos comerciais de CD medem {\displaystyle {\Delta }A=A_{l}-A_{r}}. Por razões históricas, entretanto, os aparelhos de CD são calibrados para elipticidade, {\displaystyle {\theta }=32{,}98{\Delta }A}
onde {\displaystyle \theta } é dado em graus. Para eliminar os efeitos do caminho óptico e da concentração defini-se a elipticidade molar, {\displaystyle {\theta }_{m}},
{\displaystyle {\theta }_{m}=100{\frac {\theta }{lc}}=3298{\Delta }{\epsilon }}
A elipticidade molar é dada em {\displaystyle {\mbox{graus}}\cdot {\frac {{\mbox{cm}}^{2}}{\mbox{dmol}}}}.